# Ellen

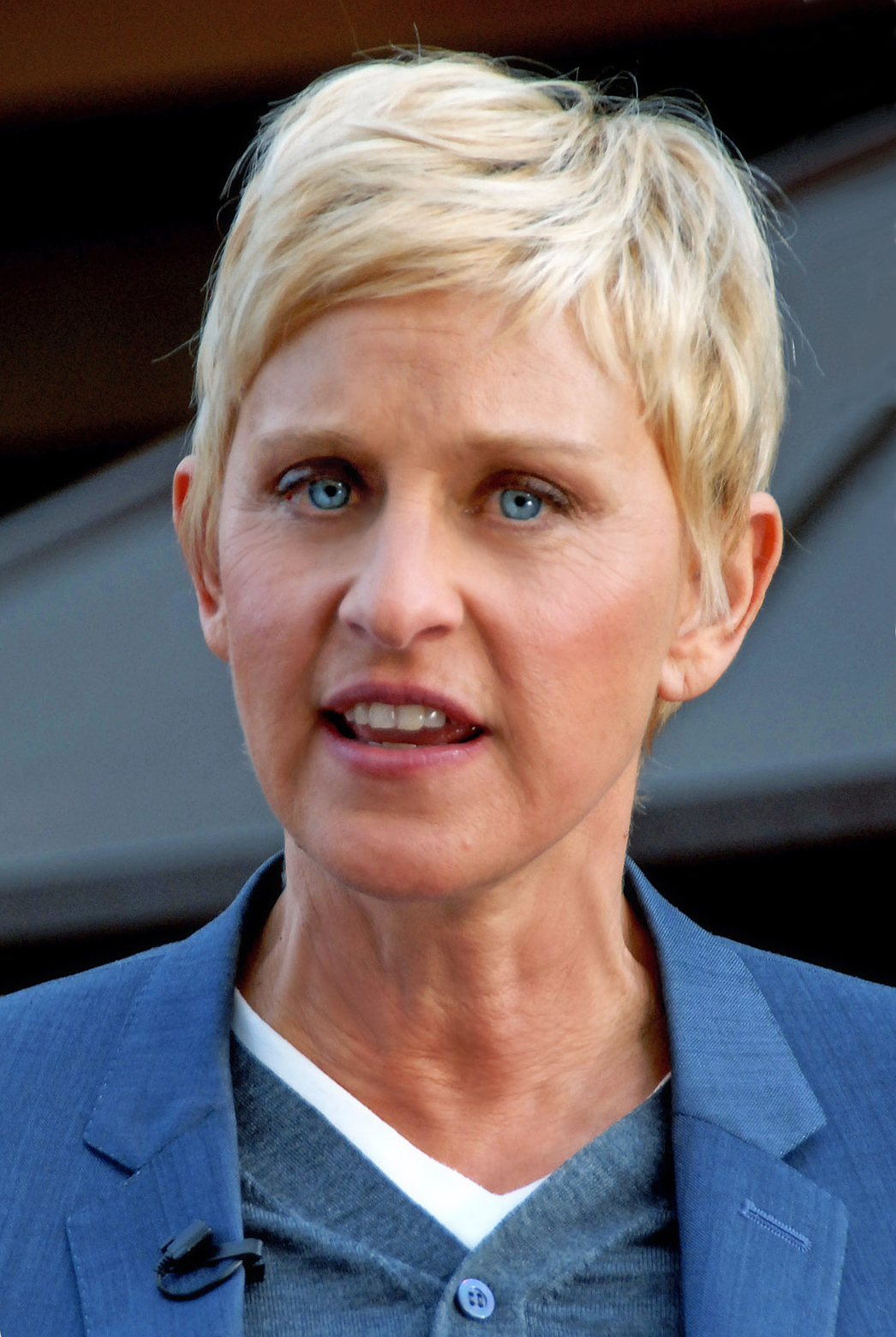
Ellen DeGeneres

Ellen är en dansk och engelsk kortform av det grekiska kvinnonamnet Helena. Det äldsta belägget i Sverige är från år 1824.

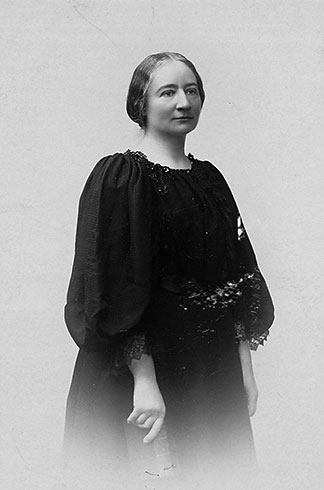
Ellen Key

Den 31 december 2022 fanns det totalt 26 216 kvinnor folkbokförda i Sverige med namnet Ellen, varav 16 383 bar det som tilltalsnamn.
Namnsdag: 18 augusti, (1986-1992: 14 april, 1993-2000: 21 september). I den finlandssvenska namnsdagslängden har Ellen namnsdag 10 februari sedan 1950.

## Personer med namnet Ellen
- Ellen Anckarsvärd, svensk feminist
- Ellen Appelberg, svensk skådespelerska
- Ellen Barkin, amerikansk skådespelerska
- Ellen Bergström, svensk skådespelerska
- Ellen Burstyn, amerikansk skådespelerska
- Ellen Dall, svensk-dansk skådespelerska
- Ellen DeGeneres, amerikansk komiker och talkshowvärd
- Ellen van Dijk,  nederländsk ban- och landsvägcyklist
- Ellen Ekholm, svensk höjdhoppare
- Ellen Ekman, svensk illustratör och serieskapare
- Ellen Fairclough, kanadensisk politiker
- Ellen Favorin, finlandssvensk konstnär
- Ellen Fiedler, tysk friidrottare
- Ellen Fjæstad, svensk skådespelerska
- Ellen Foley, amerikansk sångerska och skådespelerska
- Ellen Fries, svensk feminist
- Ellen Greene, amerikansk skådespelerska
- Ellen Hansell, amerikansk tennisspelare
- Ellen Hartman, svensk skådespelerska
- Ellen Horn, norsk skådespelerska och fd kulturminister
- Ellen Hørup, dansk journalist och fredsaktivist
- Ellen Jelinek, svensk skådespelare
- Ellen Johnson Sirleaf, Liberias president 2006-2018, mottagare av Nobels fredspris
- Ellen Jolin, svensk författare och konstnär
- Ellen Juntti, svensk politiker (m)
- Ellen Key, svensk författare, pedagog och feminist
- Ellen Kleman, svensk feminist
- Ellen Kushner, amerikansk författare
- Ellen Winther Lembourn, dansk operasångerska och skådespelerska
- Ellen Lewis Herndon Arthur, hustru till den amerikanske presidenten Chester A. Arthur
- Ellen MacArthur, brittisk seglare
- Ellen McLain, amerikansk operasångerska och röstskådespelerska
- Ellen Mattson, svensk författare
- Ellen Muth, amerikansk skådespelerska
- Ellen Pompeo, amerikansk skådespelerska
- Ellen Rasch, svensk balettdansös och skådespelerska
- Ellen Ringström, servitris på Stockholms centralstations restaurang
- Ellen Roosevelt, amerikansk tennisspelare
- Ellen Roosval von Hallwyl, svensk grevinna
- Ellen Rydelius, svensk journalist och författare
- Ellen Ströbäck, svensk skådespelerska
- Ellen Terry, brittisk skådespelerska
- Ellen van Langen, nederländsk friidrottare
- Ellen G. White, en av grundarna bakom Sjundedagsadventisterna
- Ellen Widmann, schweizisk skådespelerska
- Ellen Wilson, hustru till amerikanske presidenten Woodrow Wilson

## Fiktiva personer med namnet Ellen
- Ellen, "flicka från Backafall" i Gabriel Jönssons dikt Vid vakten i diktsamlingen Flaskpost från 1920. Tonsatt av Gunnar Turesson.
- Ellen, fru till jägaren Edwin i den tecknade serien Hälge
- Ellen Olsson f. Karlsson, väninna till huvudpersonen i Moa Martinsons roman Kvinnor och äppelträd från 1933.